# Translativ
Der Translativ ist ein Kasus, der in den meisten finno-ugrischen Sprachen vorkommt, beispielsweise in Ungarisch, Finnisch und Estnisch, aber auch im wolgafinnischen Zweig der Sprachfamilie, z. B. im Mordwinischen.

Er bezeichnet einen Zustand oder eine Eigenschaft als Ergebnis eines vorangegangenen Vorgangs oder einer Veränderung bzw. oft auch eine Zeitangabe.
Deutsche Entsprechungen stehen oft im Dativ bzw. sind adverbiale Ergänzungen und benötigen dann eine Präposition (meist zu).

## Beispiele

### Finnisch
| (1) | Hän                                  | tuli  | isä-ksi          |
|     | Er                                   | wurde | Vater-Translativ |
|     | „Er wurde (wörtl.: zu einem) Vater.“ |       |                  |

| (2) | Joulu-ksi                               | lähdimme | kotiin |
|     | „Zu Weihnachten fuhren wir nach Hause.“ |          |        |

### Estnisch
| (2) | Ma jään                   | kaheks | nädalaks |
|     | „Ich bleibe zwei Wochen.“ |        |          |

### Ungarisch
(aus der Grammatik von J. Tompa, siehe Literatur)
| (3) | Ezt a csikót az-zá nevelem,      | ami apja volt:      | híres versenyló-vá             |
|     | „Dieses Fohlen erziehe ich dazu, | was sein Vater war: | zu einem berühmten Rennpferd.“ |